# مسجد لطف‌الله خان
مسجد لطف‌الله خان که امروزه به نام مسجد قدس شناخته می‌شود، در خیابان امام خمینی اراک، جنب بازار اراک واقع است. این مسجد در سال ۱۳۰۸ و در زمان گسترش و نوسازی سلطان‌آباد (اراک) ساخته شد و در ابتدا آن را مسجد کلاه‌مال‌ها می‌خواندند. بنای اولیه مسجد دارای وسعت بیشتر و یک غسالخانه بوده است که بعد از انقلاب ۱۳۵۷، این بخش‌ها منفک شده‌اند.